# بريان تشارلزورث
البروفسور بريان تشارلزورث (بالإنجليزية: Brian Charlesworth)  (من مواليد 29 أبريل 1945) هو عالم أحياء بريطاني حاصل على زمالة الجمعية الملكية وخريج جامعة إدنبرة، ومحرر رسائل الأحياء. شغل بريان منذ عام 1997 منصب أستاذ الجمعية الملكية للبحوث في معهد علم الأحياء التطوري في إدنبره.

## تعليمه
حصل تشارلزورث على شهادة البكالوريوس في الآداب في العلوم الطبيعية من كلية كوينز، كامبريدج، ثم الدكتوراه في علم الوراثة في عام 1969 للبحث في الاختلاف الجيني في حياة ذبابة الفاكهة ميلانوغاستر.

## حياته المهنية
قام تشارلزورث بعد حصوله على درجة الدكتوراه ببحوث ما بعد الدكتوراه في جامعة شيكاغو، وجامعة ليفربول 1971-1974، ثم جامعة ساسكس تحت إشراف جون ماينارد سميث 1974-82. عاد بريان إلى شيكاغو، ليكون أستاذًا للبيئة والتطور من 1985 إلى 1997 وبعد ذلك انتقل إلى إدنبره.

## الأبحاث
عمل تشارلزورث على نطاق واسع في فهم تطور التسلسل، باستخدام ذبابة الفاكهة كنوع نموذجي، وساهم أيضًا في العمل النظري على الشيخوخة، وتطور إعادة التركيب وتطور الكروموسومات الجنسية.
كرست مجلة المعاملات الفلسفية للجمعية الملكية في أبريل 2010 مجهوداتها لتكريم مساهمة بريان في مجال علم الوراثة السكاني.

## الجوائز والتكريم
انتخب تشارلزورث كزميل الجمعية الملكية في عام 1991، وحصل على ميدالية داروين في عام 2000. وحصل على وسام فرينك 2006، من جمعية علم الحيوان في لندن وفي عام 2010 مُنح وسام داروين - والاس لجمعية لينيان.
جاء في خطاب ترشيحه للجمعية الملكية:
"تميز بريان لدراساته النظرية والتجريبية من علم الوراثة السكاني وعلم الأحياء التطوري. وقد وسع نظرية الاصطفاء الطبيعي في المجموعات العمرية المهيكلة التي توفر الأساس الوراثي لدراسة تطور أنماط تاريخ الحياة والشيخوخة، وأظهرت أبحاثه التباين الوراثي التجريبي في هذه الصفات. كما قدّم مساهمات كبيرة لنظرية الموضوعات ذات الصلة من الانتقاء لمعدل إعادة التركيب الجيني وتطور مجمعات الجينات المرتبطة ارتباطًا وثيقًا وتطور الجنسين المنفصلين والزواج، وأظهرت أبحاثه تجريبيًا أنه يمكن تغيير معدلات إعادة التركيب بالاختيار. كما طوّر أيضًا نظرية الديناميات السكانية للعناصر الجينية القابلة للنقل التي توفر نماذج قياسية لتحليل وتفسير البيانات عن ترددات العناصر القابلة للنقل."
في عام 2015، منحت جمعية علم الوراثة الأمريكية تشارلزورث وسام توماس هانت مورغان. وتُعطي هذه الجائزة للاعتراف "بإنجاز مدى الحياة في مجال علم الوراثة، وهي تعترف بالأعمال الكاملة لعمل عالم وراثي استثنائي"، وفقًا لصفحة توماس هانت مورغان على الويب.

## الحياة الشخصية
تزوج تشارلزورث من ديبورا تشارلزورث في عام 1967، وأنجبا ابنة واحدة.